# Orquesta Akokán
Orquesta Akokán es una agrupación musical de los Estados Unidos formada por el cantante José "Pepito" Gómez, el productor y músico Jacob Plasse y el músico y arreglista Michael Eckroth. Recuperan los sonidos clásicos de las orquestas cubanas de los años 50 con ritmos como el son cubano y el mambo, influenciados por la obra de artistas como Arsenio Rodríguez, Machito, Dámaso Pérez Prado y Tito Puente, entre otros.

## Trayectoria
El cantante de origen cubano avecindado en New Jersey José "Pepito" Gómez, Jacob Plasse y Michael Eckroth. Gómez es cantante y compositor, integrante de agrupaciones como Las Maravillas de Florida, Pupy y Los que Son, Son y la Charanga Latina, entre otras. Jacob Plasse es un compositor y productor que ha destacado por el proyecto Los Hacheros y por el subsello Chulo Records y Michael Eckroth, por su parte, es pianista, arreglista y compositor de jazz así como investigador de la música cubana.
En 2018 comenzaron la planeación de su primera producción discográfica con temas compuestos por Pepito Gómez y arreglados por Eckroth, misma que fue fichada por el sello de funk y soul Daptone Records, el cual no está habitualmente dedicado a ritmos como los propuestos por la orquesta. Para la grabación del álbum homónimo Orquesta Akokán Gómez, Plasse y Eckroth conformaron una orquesta que buscó grabarlo en New York, pero decidieron realizarlo en los Estudios Areito pertenecientes a EGREM en La Habana, con técnicas de estudio de los años 50 para remarcar el estilo de la agrupación.

## Discografía
- Orquesta Akokán (Daptone Records, 2018)

## Premios y reconocimientos
- Nominación a «Mejor álbum tropical latino», Premios Grammy de 2019.